# ماريون كونينغهام
ماريون كونينغهام (بالإنجليزية: Marion Cunningham)‏ هي كاتِبة أمريكية، ولدت في 11 فبراير 1922 في لوس أنجلوس في الولايات المتحدة، وتوفيت في 11 يوليو 2012 في والنوت كريك في الولايات المتحدة بسبب مرض آلزهايمر.